# Fontanna Garniec w Nowogrodźcu
Fontanna Garniec – fontanna znajdująca się na Rynku w Nowogrodźcu (powiat bolesławiecki).

## Garniec z 1933
W 1933, dla uczczenia 700-lecia założenia Nowogrodźca, syn miejscowego garncarza, 24-letni Jerzy Buchwald stworzył z lokalnie wydobywanej gliny garniec o objętości 8702 litrów i wysokości 3,34 metra. Z uwagi na rozmiary wystąpił wówczas problem z wypaleniem garnca, ponieważ nie było w mieście odpowiednich rozmiarów pieca. Rzeźbę wysuszono zatem i utwardzono za pomocą płomieni i pomalowano na brązowo. Na boku umieszczono napis: Największy garniec na świecie. Wykonany w jubileusz 1933 roku przez Jerzego Buchwalda. Pojemność 8702 litry. Wielki Garniec (niem. Groβe Topf) uległ zniszczeniu w 1945 w niejasnych okolicznościach.

## Garniec z 2013
Obecny obiekt odsłonięto 18 sierpnia 2013. Prace budowlane trwały kilka miesięcy. Projekt opracował i wykonał absolwent Akademii Sztuk Pięknych we Wrocławiu, Andrzej Trzaska (malarz mieszkający w Gdańsku). Wspomagała go artystka plastyk Barbara Bednarowicz. Elementy (następnie zmontowane, sklejone i wzmocnione) wypalono w Ceramice Przyborsk u Stanisława Żąłny. Drugie wypalanie odbyło się po szkliwieniu. Wysokość rzeźby wynosi 3,3 metra, a wysokość całkowita to 5 metrów. W cokole pomieszczono instalacje wodno-kanalizacyjne i oświetleniowe.